# Youri Ivanovitch Semionov
Youri Ivanovitch Semionov (en russe : Ю́рий Ива́нович Семёнов), né le 5 septembre 1929 à Sverdlovsk, en URSS et mort le 26 avril 2023, à Moscou, est un historien, philosophe, ethnologue soviétique et russe, spécialisé en philosophie de l'histoire, spécialiste de la préhistoire, de la théorie de la connaissance, fondateur d'une théorie originale de l'histoire du monde. Diplômé de philosophie, docteur en histoire, professeur. 

## Biographie
Il termina ses études universitaires d'histoire à l'Institut pédagogique de l'État de Krasnoïarsk. Durant quelque temps il enseigne l'histoire dans des écoles supérieures en province. Puis, ses travaux dans le domaine de sociogenèse attirent l'attention sur lui à Moscou. Il présente sa thèse à l'Institut d'ethnographie en 1963. Il devient ensuite professeur de philosophie à l'Institut de physique et de technologie de Moscou en 1967. Pendant un demi-siècle il y poursuit sa carrière (encore actuellement en 2017). Il a travaillé en même temps à l'Institut d'histoire de monde d'URSS et à l'Institut d'ethnologie et d'anthropologie de l'Académie des sciences de Russie.  
Semionov a commencé par étudier les sociétés primitives, puis le problème des premières sociétés politisées et divisées en classes avant l'apparition de la féodalité. Ses recherches dans ce domaine l'ont amené à créer une conception globale de l'histoire progressant par stades. Durant sa carrière universitaire il partage les positions fondamentales du marxisme. Mais en même temps il développe ces positions en fonction des nouveaux éléments matériels de fait. Il est devenu ainsi un des représentants soviétique, puis russe éminent du « marxisme créateur ».

## Ouvrages
- Origine et développement de l'économie. Du communisme primitif aux sociétés à propriété privée, de classes et un État (Orient ancien, Antiquité, féodalité)/ Происхождение и развитие экономики. От первобытного коммунизма к обществам с частной собственностью, классами и государством (древневосточному, античному и феодальному), М., Красанд,‎ 2014, 720 p. (ISBN 978-5-396-00584-6)

## Liens extérieurs
- Textes de Semionov dans la revue Skepsis (en) « Тексты Ю. И. Семёнова на сайте научно-просветительского журнала «Скепсис» » [archive du 25 mai 2012] (consulté le 20 mai 2012)